# 双生马先蒿
双生马先蒿（学名：Pedicularis binaria）是列当科马先蒿属的植物，是中国的特有植物。分布在中国大陆的四川等地，生长于海拔4,000米的地区，多生长在高山草原中，目前尚未由人工引种栽培。